# Requiem pour un Ashkénaze, et si la paix était possible ?
Requiem pour un Ashkénaze, et si la paix était possible ? est un roman de Colette Piat publié en 2012 aux éditions Atlande.

## Résumé
Requiem pour un Ashkénaze est un roman engagé qui tisse l’histoire d’une vie du sortir de la guerre aux années 2000. Isaac Berheim est un journaliste d’investigation ashkénaze, ses deux parents sont morts dans les camps et il a été élevé par les sœurs du Sacré-Cœur avant d’être recueilli par sa tante Sarah et immergé dans le petit monde de la rue des Rosiers. Isaac sera tour à tour rebaptisé Bernard Lepois ou encore Jean Beaubourg par son employeur afin de composer avec l’antisémitisme ambiant. La vie d’Isaac peut ainsi se résumer comme un ballottement perpétuel entre des milieux contradictoires, aussi bien dans sa vie professionnelle que dans sa vie conjugale avec une non-juive qui stigmatise sa culture. À un tel déchirement identitaire, s’ajoute le dilemme entre un conformisme confortable (pour gagner sa vie en tant que journaliste, il faudrait faire des compromis) et ce que lui dicte sa conscience. Anti-héros aux allures de personnage de Woody Allen, c’est en compagnie de sa fidèle monture, sa voiture « Hermeline », qu’Isaac affronte sa vie. Notre héros va ainsi se lier d’amitié avec un Arabe, nouveau Dreyfus de la guerre d’Algérie accusé à tort de meurtre.
À travers cette histoire, il s’agit pour l’auteur de s’insurger contre la mort du judaïsme républicain laïc et engagé, menacé par le communautarisme aussi bien que par l’antisémitisme.